# Capital Group Companies
Capital Group è un'azienda statunitense d'investimenti, una delle più grandi e vecchie al mondo, con un AUM di 2.6 trilioni di dollari statunitensi.